# تيتسويا تاكيدا
تيتسويا تاكيدا (باليابانية: 武田鉄矢) هو كاتب سيناريو ومغني وشاعر وممثل ياباني، ولد في 11 أبريل 1949 بفوكوكا في اليابان.

## ترشيحات
- Japan Academy Film Prize for Outstanding Performance by an Actor in a Leading Role [الإنجليزية]‏ (1983)

## وصلات خارجية
- تيتسويا تاكيدا على موقع IMDb (الإنجليزية)
- تيتسويا تاكيدا على موقع ميوزك برينز (الإنجليزية)
- تيتسويا تاكيدا على موقع أول موفي (الإنجليزية)
- تيتسويا تاكيدا على موقع ديسكوغز (الإنجليزية)
- تيتسويا تاكيدا على موقع قاعدة بيانات الفيلم (الإنجليزية)
- تيتسويا تاكيدا على موقع ANN person (الإنجليزية)